# فرامرز شریفی
فرامرز شریفی معمار ایرانی است.

## زندگی
شریفی در سال ۱۳۳۴ وارد دانشکده هنرهای زیبای دانشگاه تهران شد و در سال ۱۳۴۲ با درجه عالی از این دانشکده فارغ‌التحصیل شد. او از سال ۱۳۴۷ تا ۱۳۷۲ با مهندسان مشاور آرتیمان همکاری می‌کرد و از سال ۱۳۷۲ فعالیت حرفه‌ای مستقل خود را آغاز نمود. او همچنین از سال ۱۳۷۹ تا ۱۳۸۱ عضو کمیته معماری حوزه معاونت شهرسازی و معماری شهرداری تهران بوده‌است.
او داوری چند دوره «جایزه بزرگ معمار» را نیز در کارنامه فعالیت‌های خود دارد.

## اندیشه و سبک معماری
آثار فرامرز شریفی متأثر از اندیشه‌های معمارانی چون ماریو بوتا، رنزو پیانو، مایکل گریوز، کارلو اسکارپا و هوشنگ سیحون است. شش سال تحصیل زیر نظر هوشنگ سیحون در دانشکده هنرهای زیبا، تجربه پرباری را برای شریفی به همراه داشته‌است. او اخلاق در طراحی معماری، استفاده بجا و درست از مصالح و سادگی مینیمالیستی در طرح را از سیحون آموخته‌است.
آثار معماری او از لحاظ تنوع مصالح، حجم‌های خالص و توپر، تأکید بر محورهای تقارن، سازمان دهی‌های مرکزی، فضاهای محصور شده در فرم هندسی معین به معماری کلاسیک نزدیک است. از این رو می‌توان آثار او را تلاشی برای تلفیق سلیقه کلاسیک در کالبدی مدرن دانست. حجم‌های ساختمان‌های او سنگین، توپر و دارای سلسله مراتب فضایی کلاسیک هستند. بخش‌های متصل به زمین با مصالح خشن تر و سنگ‌های چند ضلعی بندکشی شده پوشیده می‌شود و انتهای ساختمان با سقفهای شاخص، تعریف می‌شود. سطوح بناهای او معمولاً با قاب‌بندی‌هایی تقسیم می‌شوند که از اختلاف سطح یا اختلاف رنگ و جنس مصالح ایجاد شده‌است. نماها همواره متوازنند و این توازن یا از طریق تقارن یا با ایجاد تعادل میان فضاهای پر و خالی نما حاصل شده‌است. استفاده از حجم‌ها خالص و قواعد هندسی مشخصه نماها و فضاهای داخلی آثار شریفی است.

## آثار
- خانه در سعدآباد، ۱۳۵۶
- مجموعه مسکونی گرامی، ۱۳۶۵
- ساختمان مسکونی در کامرانیه، ۱۳۶۹
- مجموعه مسکونی در احتشامیه، ۱۳۶۹
- مجموعه مسکونی ندا، ۱۳۷۰
- خانه دیباجی، محمودیه، تهران، ۱۳۷۱
- خانه امیری، دزاشیب، تهران، ۱۳۷۵
- ساختمان مسکونی در نیاوران، ۱۳۷۶
- ساختمان اداری کردستان، تهران، ۱۳۸۲
- دفتر کار برای یک همکار، محمودیه، تهران، ۱۳۸۳